# Universidad Central de Venezuela FC
Universidad Central de Venezuela FC ist ein venezolanischer Fußballverein aus Caracas, der 1957 Meister wurde. Der Verein wird auch Tricolor oder Ucevistas genannt.

## Geschichte
Universidad Central wurde 1950 gegründet und ist einer der ältesten professionellen Fußballvereine Venezuelas. Der Verein gewann 1951 und 1953 die noch nicht professionelle Meisterschaft. Im Jahr 1953 wurde es zum ersten venezolanischen Team, das Europa besuchte. Während dieser Reise absolvierte der Verein zwei Spiele in Frankreich, die mit einem 0:0-Unentschieden gegen den FC Toulouse und einem 3:1-Sieg gegen den AS Monaco endeten. 1955 nahm der Verein an der ersten Erstliga-Meisterschaft Venezuelas teil und wurde 1957 Meister. In den 1970er Jahren stieg das Team jedoch ab, und finanzielle Mittel wurden knapp, was zu einer prekären Situation führte. In der Saison 2006/2007 spielte der Verein in der Segunda División B. Dank einer Entscheidung des venezolanischen Fußballverbands, acht Teams aus der Segunda División in die Primera División und weitere acht Teams aus der Segunda División B in die Segunda División aufsteigen zu lassen, konnte der Verein profitieren.
Im Januar 2020 erfuhr der Club einen strukturellen Wandel, als er von einem neuen Eigentümer übernommen wurde. Ziel war es, die sportliche Struktur neu zu definieren und UCV FC wieder zu einem der führenden Fußballvereine Venezuelas zu machen. Nur zehn Monate nach dieser Umstrukturierung erreichte das Team im Torneo de Normalización 2020 das Finale und schaffte nach 32 Jahren den Wiederaufstieg in die Primera División. Als zweitbestes Team der Gesamttabelle 2024 qualifizierte sich der Verein für die Copa Libertadores 2025.

## Erfolge
- Venezolanischer Meister: 1957
- Venezolanischer Vizemeister: 1962

## Stadion
Universidad Central de Venezuela FC trägt seine Heimspiele im Estadio Olímpico de la Universidad Central de Venezuela aus, das eine Kapazität von 23.960 Plätzen hat. Das 1951 erbaute Stadion dient gleichzeitig als Heimspielstätte der Konkurrenten Caracas FC, Deportivo La Guaira und Metropolitanos FC.